# 郭成林
郭成林，男，中共黨員、中共政治人物、清華大學工商管理硕士，現任貴州省人民政府副省長、執業会计师。

## 生平

### 國企生涯
曾任職于中国建筑股份有限公司、中國郵政、中郵證券，歷任中国邮政集团总会计师、中国海外集团有限公司常务董事、中郵證券董事長、中国建筑股份有限公司财务资金部总经理等職務。

### 晉升副部級，調任貴州，轉戰政界
于2025年4月，獲委任為中共貴州省副省長。2025年5月任贵州省第十四届人民代表大会代表。